# فابیانا ریوس
ماریا فابیانا ریوس (زادهٔ ۳۱ مارس ۱۹۶۴) سیاستمدار آرژانتینی و بنیان‌گذار حزب اجتماعی پاتاگونیایی است. او از ۱۷ دسامبر ۲۰۰۷ تا ۱۰ دسامبر ۲۰۱۵ فرماندار استان تیرا دل فوئگو بود. او ابتدا با حمایت از حزب جمهوری برابر (به اسپانیایی:Afirmación para una República de Iguales)(اختصاری ARI) توانست که تعداد رأی لازم را جمع‌آوری کند اما در سال ۲۰۱۰ از این حزب جدا شد و حزب خود را تأسیس کرد که با آن حزب نیز بار دیگر به تعداد رأی لازم دست یافت. تا مدت‌ها او تنها فرماندار زن در آرژانتین بود تا اینکه لوسیا کورپاچی از کاتامارکا نیز برای سمت فرمانداری انتخاب شد. جانشین او نیز یک زن، با نام روسانا برتونه بود.
ریوس در ۲۴ ژوئن ۲۰۰۷ به عنوان فرماندار انتخاب شد. او نخستین زنی بود که به عنوان فرماندار یکی از استان‌های آرژانتین انتخاب شد و نخستین فرماندار زن استان تیرا دل فوئگو بود. پیش از آن، او یک نماینده ملی بود.
ریوس مدرک داروسازی خود را از دانشگاه ملی روساریو دریافت کرد. او در ۲۳ سالگی به تیرا دل فوئگو، یکی از استان‌های کم‌جمعیت در جنوبی‌ترین نقطه آرژانتین، نقل مکان کرد و با گوستاوو لونگوی ازدواج کرد که حاصل آن دو دختر بود. او چندین سمت مهم در اداره بهداشت شهر ریو گرانده داشت.

## اوایل فعالیت سیاسی
ریوس با راهنمایی آلفردو براوو، قانون‌گذار سوسیالیست، وارد سیاست شد و فعالیت خود را در ائتلاف برای کار، عدالت و آموزش (ائتلاف کوتاه‌مدتی که فرناندو دی لا روا را در سال ۱۹۹۹ به ریاست‌جمهوری رساند) آغاز کرد. او در سال ۱۹۹۹ به عنوان نماینده استانی در مجلس قانون‌گذاری تیرا دل فوئگو انتخاب شد و تا سال ۲۰۰۳ در این سمت فعالیت کرد.
پس از فروپاشی ائتلاف در پی بحران اقتصادی در سال ۲۰۰۱، ریوس با الیزا کاریو همراه شد و به ساختاردهی حزب محلی جمهوری برابر پرداخت. او در سال ۲۰۰۳ برای فرمانداری نامزد شد اما در جایگاه سوم قرار گرفت. در همان سال، او به عنوان نماینده ملی تیرا دل فوئگو انتخاب شد و با شکست حزب خوستیسیالیست، نخستین پیروزی انتخاباتی حزب جمهوری برابر را در سطح استانی رقم زد.

## انتخاب به عنوان فرماندار
ریوس در انتخابات سال ۲۰۰۷ بار دیگر برای فرمانداری نامزد شد و در دور نخست پس از فرماندار خوستیسیالیست-کرشنریست و نامزد انتخاب مجدد، هوگو کوکارو، در جایگاه دوم قرار گرفت. در دور دوم انتخابات، او با کسب حدود ۵۲٪ آرا، کوکارو را شکست داد. او در ۱۷ دسامبر ۲۰۰۷ به‌طور رسمی کار خود را آغاز کرد.
پیروزی ریوس بازتاب گسترده‌ای در رسانه‌ها داشت، زیرا او نخستین زنی بود که در تاریخ آرژانتین به عنوان فرماندار یک استان انتخاب شد (پیش از این، زنان تنها به عنوان معاون فرماندار فعالیت کرده و پس از استعفای فرمانداران به این سمت رسیده بودند). انتخابات تیرا دل فوئگو همچنین به دلیل هم‌زمانی با انتخابات شهرداری بوئنوس آیرس که در آن مائوریسیو ماکری به عنوان رئیس دولت پایتخت آرژانتین انتخاب شد، مورد توجه رسانه‌های مستقر در بوئنوس آیرس قرار گرفت. در هر دو انتخابات، نامزدهای مورد حمایت دولت شکست خوردند.

## ازدواج همجنس در تیرا دل فوئگو
در ۲۹ دسامبر ۲۰۰۹، نخستین زوج همجنس در آمریکای لاتین در اوسوایا، تیرا دل فوئگو ازدواج کردند. اگرچه قانون مدنی آرژانتین در آن زمان ازدواج همجنس را مجاز نمی‌دانست، فرماندار ریوس با صدور حکمی ویژه، امکان ازدواج این زوج را فراهم کرد. چند ماه بعد، در ۱۵ ژوئیه ۲۰۱۰، ازدواج همجنس در آرژانتین قانونی شد.